# ダーティデビル川
ダーティデビル川（ダーティデビルがわ）は、アメリカ合衆国ユタ州の南部中央を流れる全長約129kmの河川で、コロラド川の支流である。
ハンクスビル付近のウェイン郡でフレモント川とマッディクリークが合流してダーティデビル川になる。ウェイン郡とガーフィールド郡の深さ600mの峡谷を南南東に流れる。下流の32kmはグレンキャニオン国立レクリエーションエリア内を流れて、コロラド川のパウエル湖へ北から注いでいる。
この川の峡谷は特に孤立していてこの地域の他の場所と比べ訪れる人は少ない。名前はジョン・ウェスリー・パウエルが率いた1869年のコロラド川探検のときにつけられた。